# 施瓦爾茨湖

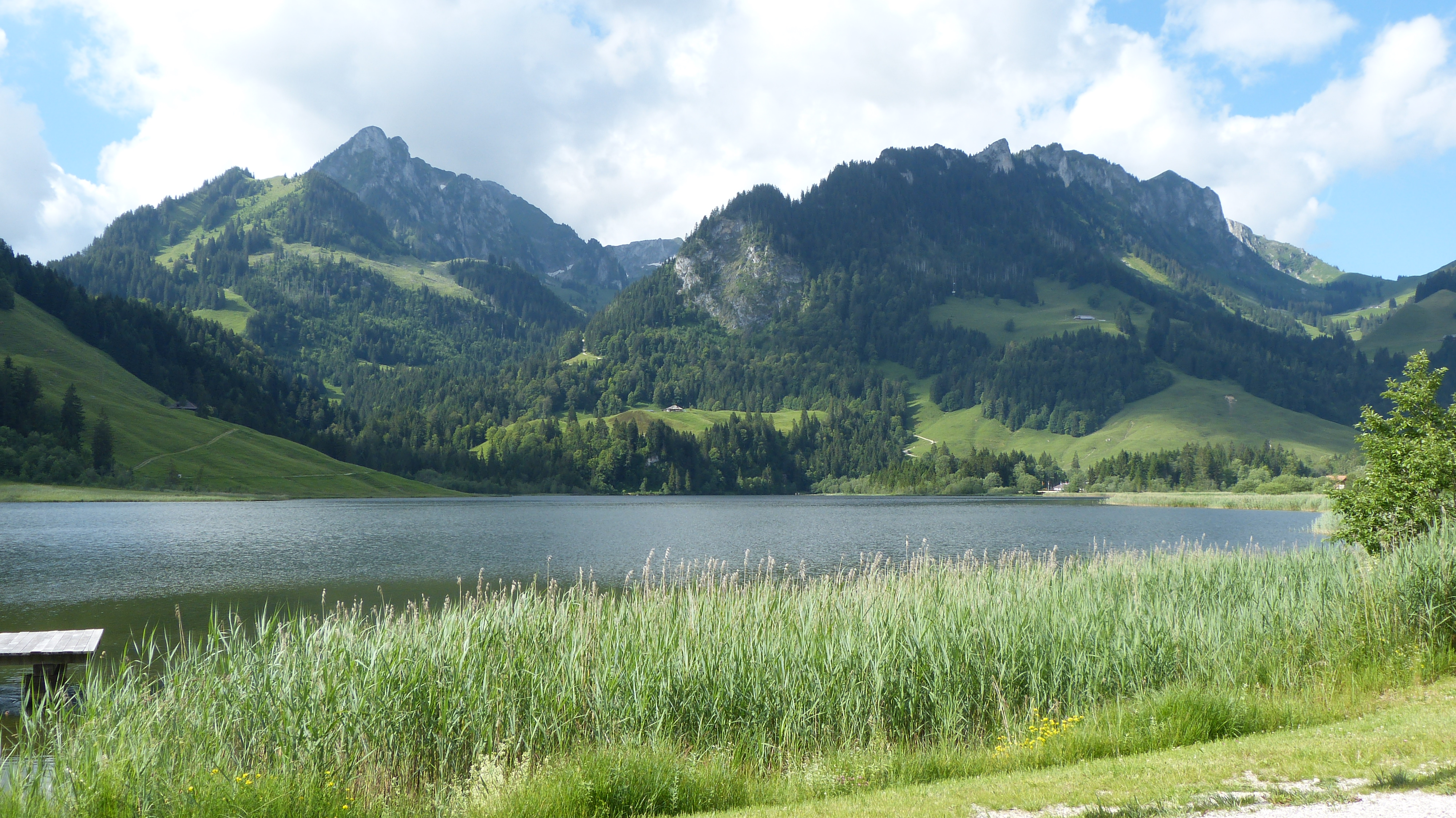

施瓦爾茨湖（德語：Schwarzsee，意為“黑湖”）是位於瑞士弗里堡州的湖泊，面積0.47平方公里，是瑞士著名的觀光景點之一。

## 外部連結
维基共享资源上的相關多媒體資源：施瓦爾茨湖
- http://www.schwarzsee.ch （页面存档备份，存于） （德文） （法文） tourism information
- 施瓦爾茨湖在線上《瑞士歷史辭典》中的德文、法文或版詞條。